# Emanuele Di Giovanni
Emanuele Di Giovanni (Catania, 1887 – Catania, 1979) è stato un pittore italiano.

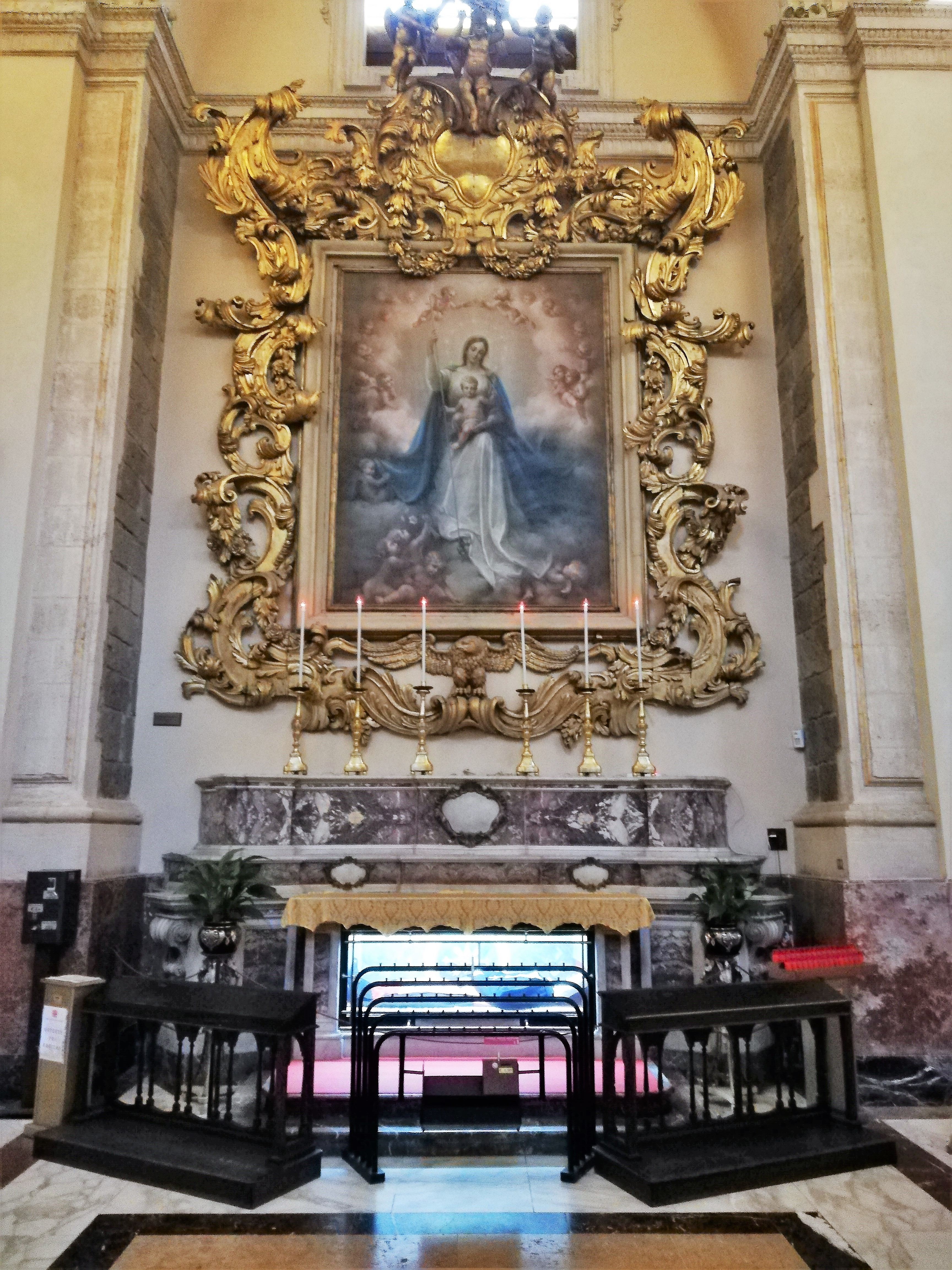
Maria Santissima Corredentrice, basilica cattedrale di Sant'Agata di Catania.

Noto ritrattista catanese, ha realizzato moltissimi lavori famosi. Di sua mano sono i numerosi ritratti della "Galleria dei Sindaci" a Catania.

## Biografia
La fonte più autorevole riguardo alla vita del pittore catanese è L. Biondo, che nell'Enciclopedia di Catania così commenta la vocazione pittorica del Di Giovanni:
Il Biondo ci tramanda quindi che il talento pittorico del piccolo Emanuele fu subito chiaro. Il padre Francesco era anch'egli pittore, come ci dimostra la commissione effettuatagli; tra i dodici ed i vent'anni (1899-1907) fu allievo del grande pittore catanese Antonino Gandolfo, insieme a cui espose, nel 1907, alcuni quadri all'Esposizione Siciliana dell'Agricoltura; i risultati furono ottimi, ed il pittore assunse una certa fama, dimostrata dalla stima di Gandolfo e Benedetto Condorelli (1879-1950). 
Nel corso del tempo la sua pittura assume un tratto caratteristico nonché vivace; gli vengono affidati molti lavori importanti, che culminano nel 1959 con una piastrella in avorio donata per il Congresso Eucaristico Internazionale al Papa Giovanni XXIII e da allora conservata in Città del Vaticano. 

## Opere
- 1961, Maria Santissima Corredentrice, olio su tela, opera custodita nella basilica cattedrale di Sant'Agata di Catania.
- XX secolo, Ritratto del beato cardinale Giuseppe Benedetto Dusmet, dipinto custodito nella Cappella del Seminario del Museo diocesano di Catania.